# Nederlandse Reclame Code
De Nederlandse Reclame Code (NRC), ook wel Reclame Code, bestaat uit regels waaraan een reclame-uiting moet voldoen. De Nederlandse Reclame Code is opgesteld door de Stichting Reclame Code (SRC), een stichting die zich ten doel stelt als klachteninstantie snel en doeltreffend te oordelen over reclame-uitingen. Verder wordt er door de Reclame Code Commissie (RCC), een onafhankelijk orgaan, beoordeeld of reclames al dan niet in strijd zijn met de Nederlandse Reclame Code. 

## Inhoud
De Nederlandse Reclame Code bestaat uit verschillende artikelen waarin wordt vermeld waaraan een reclame moet voldoen. Zo mag een reclame niet in strijd zijn met de wet, het algemeen belang schaden of het publiek misleiden. Verder zijn er artikelen opgenomen om het jongere publiek voor misleiding te behoeden.
De Nederlandse Reclame Code is opgedeeld in drie delen: een algemeen deel, een bijzonder deel en enkele algemene aanbevelingen. Het algemene gedeelte bestaat uit algemene regels waaraan iedere reclame moet voldoen. Het bijzondere gedeelte geldt alleen bij bepaalde producten of onder bepaalde omstandigheden en is een aanvulling op het algemene gedeelte.

## Ontstaan van de code
Begin jaren 60 begon de consument zich meer en meer te verzetten tegen wat zij door adverteerders kregen voorgeschoteld. In diezelfde tijd beseften ook de media, de consumentenorganisaties, adverteerders, reclamebureaus en de overheid dat het van groot belang was om de kwaliteit van reclame te bewaken. 
Ieder groep had daarvoor zijn eigen redenen. Voor de media van die tijd ging het vooral om het behoud van de kwaliteit van advertentiekolommen. De consumentenorganisaties stelden zich onder meer ten doel de consument beschermen tegen misleidende reclame. Zij gaven de voorkeur aan wetgeving maar beseften tegelijkertijd dat wetgeving niet in alle gevallen van misleidende reclame het meest geschikte middel is. Overigens dateert de wet op misleidende reclame van 1980 en waren toentertijd ook op andere gebieden waar nu sprake is van consumentenbescherming geen wettelijke regulering.
Dat de consumentenorganisaties in Nederland vanaf het begin betrokken waren bij de zelfregulering is bijzonder. In veel andere Westerse landen bestaan ook zelfregulerende organisaties op het gebied van reclame maar bij het merendeel zijn geen consumentenorganisaties betrokken omdat zij de voorkeur geven aan wettelijke regelingen.
De adverteerders en de reclamebureaus zagen zelfregulering als een middel om reclame als marketinginstrument te behouden. Door reclame op niveau te houden zou de consument het vertrouwen in reclame in het algemeen niet verliezen. Bovendien kon door proactief optreden (over)regulering worden voorkomen. Met zelfregulering kon bovendien sneller ingespeeld worden op veranderde inzichten en nieuwe reclamemethodes. 
Ook de overheid zag het nut van zelfregulering in. Indien de directbetrokkenen zelf de regels opstellen mag men ervan uitgaan dat zij deze regels opstellen vanuit de overtuiging dat dit de branche(s) ten goede komt. 
De Nederlandse Reclame Code was aanvankelijk een nagenoeg letterlijke vertaling van de Code van de International Chamber of Commerce (ICC), mondiaal de grootste vertegenwoordiger van het bedrijfsleven. In de loop van de tijd is de Nederlandse Reclame Code uitgebreid en vanaf de jaren 70 zijn er bijzondere codes in opgenomen. Deze komen onder meer tot stand door overleg met de brancheorganisaties.